# François Kollar
François Kollar (8. října 1904 Senec, Slovensko – 3. července 1979 Créteil, Francie), původním jménem František Kollár neboli Ferenc Kollár (maďarsky), narozen na Slovensku a fotografující ve Francii.

## Život a tvorba
Narodil se v roce 1904 ve slovenském Senci. Po studiích v Bratislavě pracoval jako úředník na železnici v Nových Zámcích. V roce 1924 odjel do Francie s cílem dostat se do Spojených států, ale zůstal v Paříži, kde zpočátku pracoval jako dělník v automobilce. Od roku 1928 pracoval jako fotograf, v roce 1930 si otevřel fotografický ateliér. Získal zakázku na dokumentární projekt La France travaille (Pracující Francie), který pak vyšel knižně. Spolupracoval s časopisy Harper's Bazaar a Vogue, portrétoval slavné osobnosti (např. Édith Piaf, Jean Cocteau).
V roce 1951 fotografoval rozsáhlou reportáž ve Francouzské Západní Africe, v šedesátých letech se věnoval fotografování průmyslového prostředí a dělníků. Zemřel v roce 1979 v Créteil nedaleko Paříže.